# 經濟發展及勞工局
經濟發展及勞工局（英語：Economic Development and Labour Bureau，縮寫：EDLB）是香港特別行政區政府的前決策局，專責香港有關經濟發展及勞工事務。該局唯一一任局長為為葉澍堃。

## 歷史
1983年2月，政府重組負責教育及社會事務的職位。社會事務司轄下的勞工事務撥歸教育統籌司管轄。
經濟局成立於1997年7月1日，前身是香港政府的布政司署經濟科，首長是經濟司。
2002年7月1日，時任香港特別行政區行政長官的董建華推行主要官員問責制，並將各政策局重組為十一局，將負責勞工事務的勞工署由教育統籌局撥歸經濟局，並改名為經濟發展及勞工局。
2003年7月1日，經濟發展及勞工局轄下的勞工科和勞工處合併。
2007年7月1日起決策局重組，經濟發展及勞工事務分家，分別由商務及經濟發展局、勞工及福利局負責。

## 歷任首長
| 經濟 | 勞工 |
| 經濟司 | |
| - 鍾信（1973年11月—1976年9月） - 謝法新（1976年9月—1982年9月） | |
| 經濟司 | 教育及人力統籌司 |
| - 翟克誠 （1982年9月—1986年1月） - 易誠禮 （1986年5月—1987年2月） - 陳方安生 （1987年3月—1993年4月） - 蕭炯柱 （1993年—1996年） - 葉澍堃 （1996年6月—1997年6月30日） | - 韓達誠（1983年－1986年） - 布立之（1986年－1989年）                                                                 |
| - 翟克誠 （1982年9月—1986年1月） - 易誠禮 （1986年5月—1987年2月） - 陳方安生 （1987年3月—1993年4月） - 蕭炯柱 （1993年—1996年） - 葉澍堃 （1996年6月—1997年6月30日） | 教育統籌司 |
| - 翟克誠 （1982年9月—1986年1月） - 易誠禮 （1986年5月—1987年2月） - 陳方安生 （1987年3月—1993年4月） - 蕭炯柱 （1993年—1996年） - 葉澍堃 （1996年6月—1997年6月30日） | - 楊啟彥（1989年－1991年） - 陳祖澤（1991年－1993年） - 梁文建（1993年－1994年） - 王永平（1995年8月－1997年6月30日） |
| 經濟局局長 | 教育統籌局局長 |
| - 葉澍堃 （1997年7月1日—2000年6月12日） - 李淑儀 （2000年7月13日—2002年6月30日）                                                                                     | - 王永平 （1997年7月1日－2000年7月2日） - 羅范椒芬（2000年7月3日－2002年6月30日）                                     |
| 經濟發展及勞工局局長 | |
| - 葉澍堃 （2002年7月1日—2007年6月30日） | |
| 經濟發展及勞工局常任秘書長（經濟發展） | 經濟發展及勞工局常任秘書長 (勞工) 兼勞工處處長                                                                        |
| - 李淑儀（2002年7月—2006年4月） - 鄭汝樺（2006年4月—2007年6月30日）                                                                                                  | - 張建宗（2002年7月1日－2007年3月） - 鄧國威（2007年4月－2007年6月30日）                                              |

## 轄下部門
- 民航處
- 勞工處
- 海事處
- 旅遊事務署
- 旅行代理商註冊處
- 香港郵政
- 香港天文台